# Julie Yorn
Julie Yorn (1967) é uma produtora estadunidense, atual presidente da Sidney Kimmel Entertainment. Foi indicado ao Oscar 2017 pela realização do filme Hell or High Water, ao lado de Carla Hacken.

## Prêmios e indicações
- Pendente: Oscar de melhor filme, por Hell or High Water.[4]